# St. Maria auf dem Berg (Nordhausen)

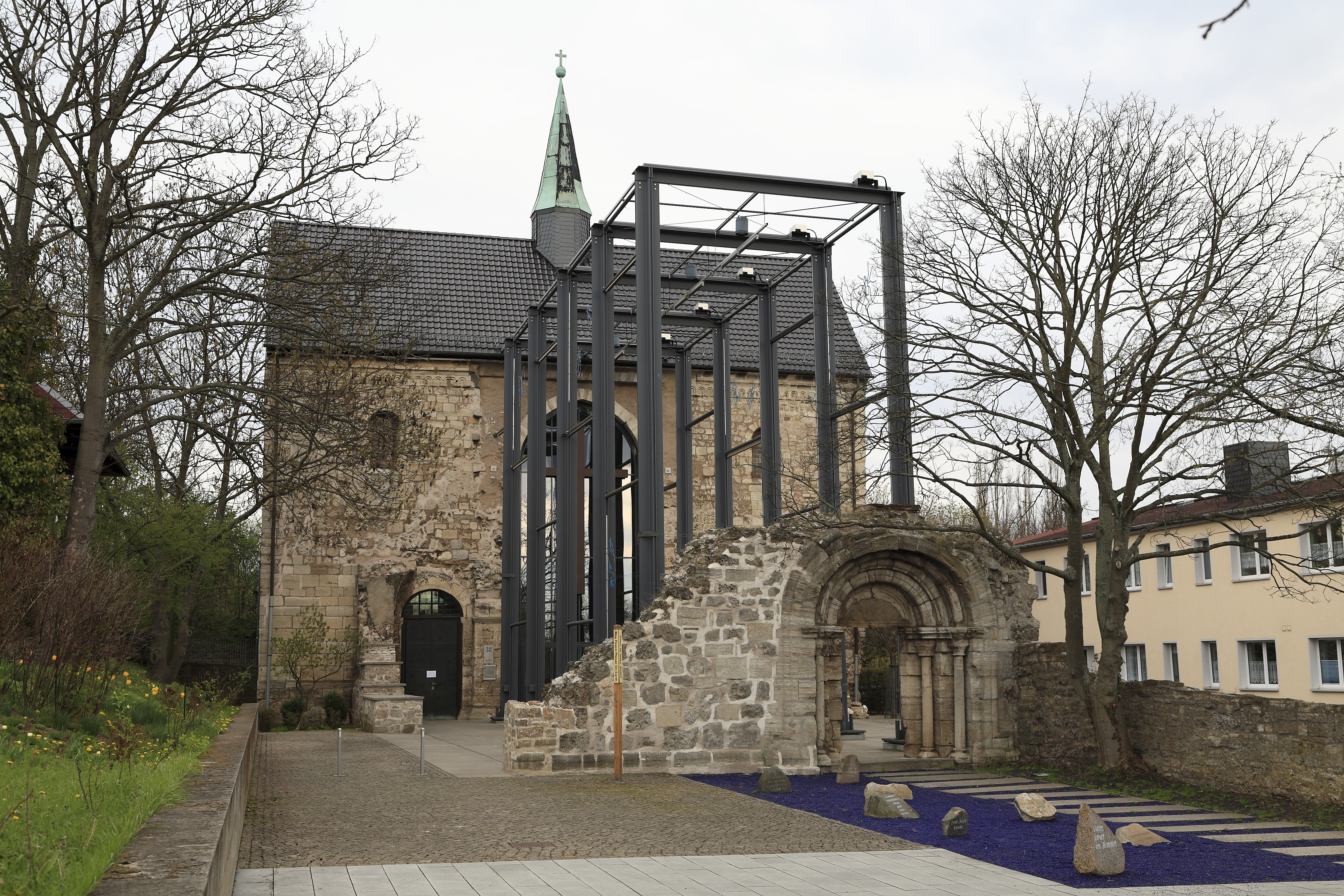
Frauenbergkirche

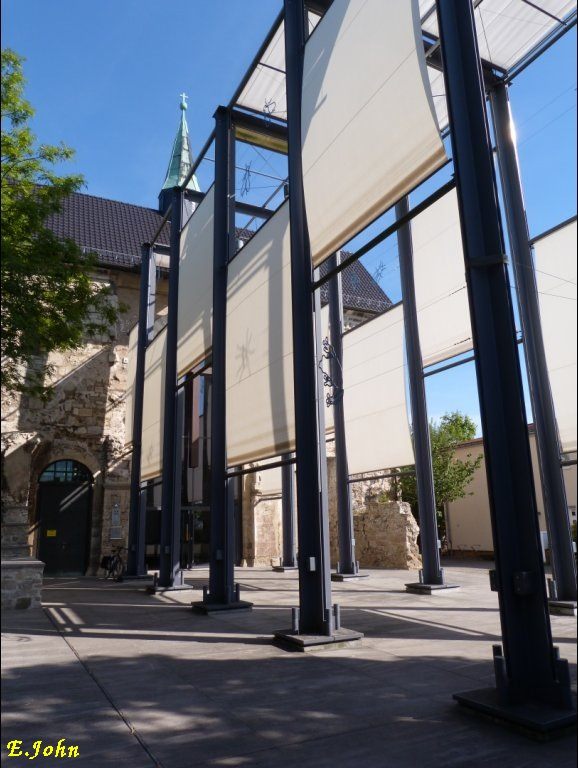
Nordhausen, Frauenbergkirche, historisches Gebäude und moderne Andeutung der verlorenen Teile

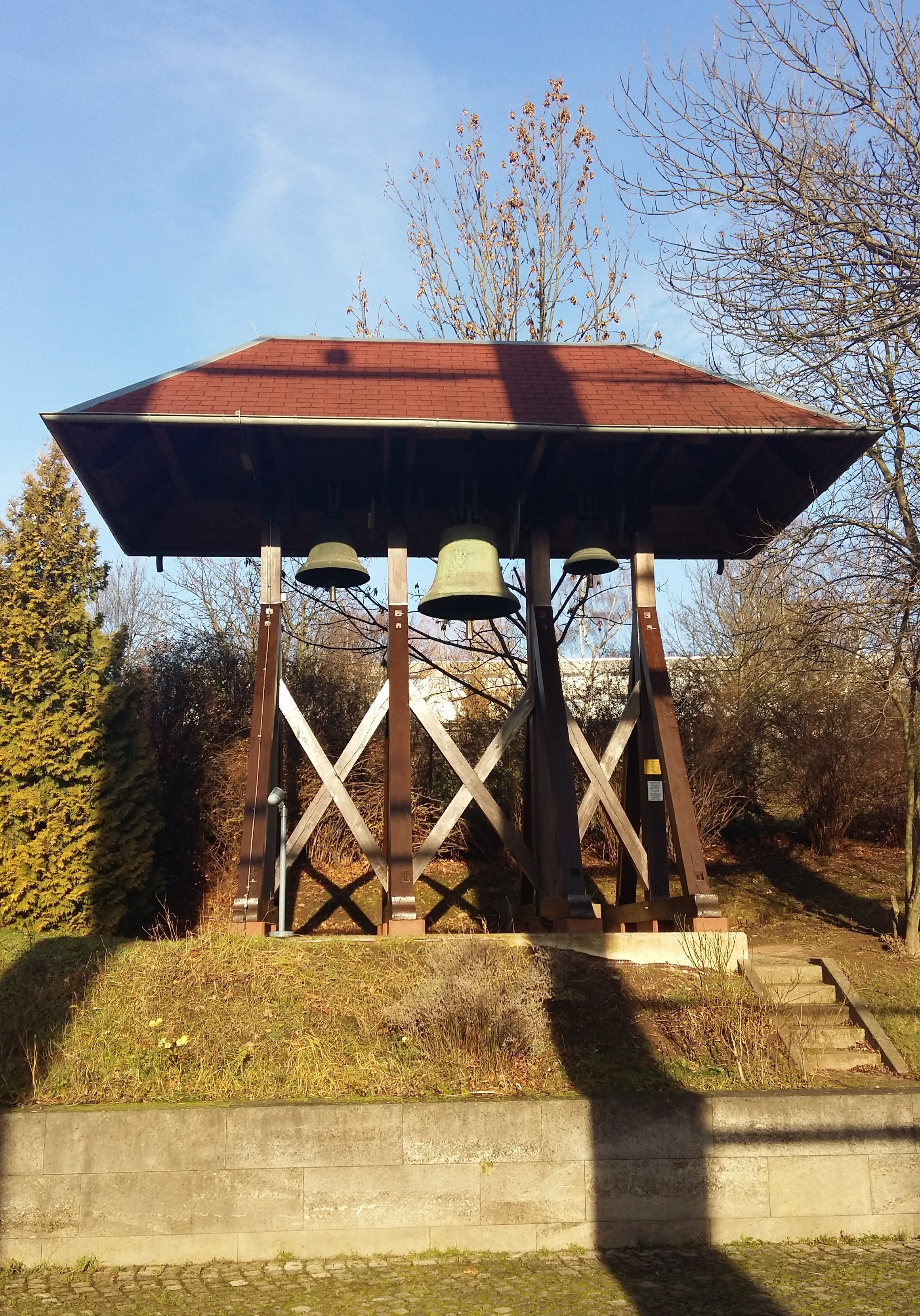
Glockenträger (2015)

Die evangelisch-lutherische, sogenannte Frauenbergkirche St. Maria auf dem Berg ([Ecclesia] Beatae Mariae Virginis in Monte ‚[Kirche] der seligen Jungfrau Maria auf dem Berg‘), so benannt im Unterschied zu Beatae Mariae Virginis in Valle, St. Maria im Tale, steht in der Kreisstadt Nordhausen im Landkreis Nordhausen in Thüringen.

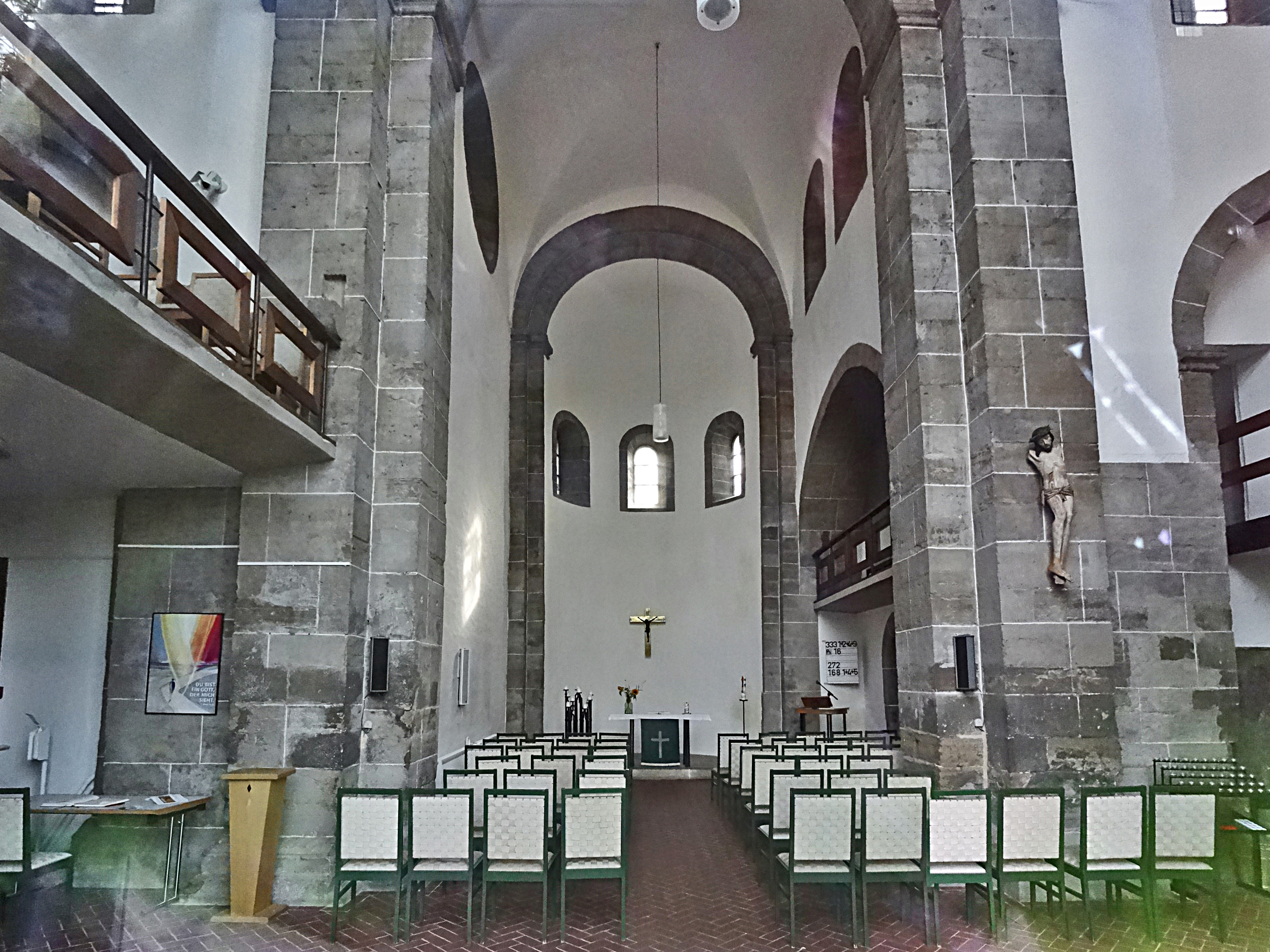
Innenansicht

## Geschichte
Das Gotteshaus ist die älteste Kirche in Nordhausen und somit auch das älteste Baudenkmal der Stadt. Die ursprünglich dreischiffige romanische kreuzförmige Pfeilerbasilika wurde 1200 erstmals urkundlich genannt. Ihre Entstehung wird von Julius Schmidt circa auf die Mitte des 12. Jahrhunderts datiert, da ein Bogenfries in der Apsis einem Stück der 1147 geweihten Peterskirche in Erfurt gliche. Das Fehlen einer Krypta ist für einen Bau in damaliger Zeit untypisch. Das Querhaus ist rein romanisch gehalten, das heute nicht mehr vorhandene Langhaus wies bereits leicht gotische Züge auf. Im Jahr 1480 erfolgte ein erster Umbau der Kirche: Die beiden Seitenapsiden wurden abgebrochen, an deren Stelle wurden zwei kapellenartige Räume angebracht. Das Dach des Chorjoches wurde über diese Räume hinunter geführt. Nach der Reformation wurden Emporen eingebaut. In den Jahren 1909 bis 1911 wurde schließlich der nördliche Kapellenraum wieder verkleinert, um ein darunter befindliches Radfenster in der nördlichen Wand des Chorjoches wiederherzustellen. Heute befindet sich im nördlichen Kapellenraum ein nach Friedrich Christian Lesser benannter Gemeinderaum, im südlichen die Sakristei.
Die Kirche gehörte zum Zisterzienserinnen-Kloster. Dieses trug den Namen St. Mariae novi operis (Neuwerk). Es wurde in den 1230er Jahren gegründet. Über das genaue Jahr gibt es widersprüchliche Angaben: In einer Urkunde heißt es, den Nonnen sei 1233 die Kirche übertragen worden, in einer anderen wird bereits 1230 eine Nonne dieses Klosters genannt. Am 21. Juni 1237 stellte der Kaiser Friedrich II. das Kloster unter den Schutz des Reiches.
Der Kreuzgang des Klosters schloss südlich an die Kirche an. 1525, nach der Reformation, verlor das Kloster Einfluss. Nach Aufhebung des Konvents 1557/58 wurde in den Gebäuden eine städtische Mädchenschule eingerichtet.
Wie die Stadt, so wurde auch die Kirche bei den britischen Bombenangriffen auf Nordhausen schwer getroffen. Das Langhaus des Gotteshauses wurde zerstört, ebenso die Klostergebäude. Die Gottesdienste wurden daraufhin  in eine Baracke auf dem Heringer Weg und in die Cyriaci-Kapelle verlegt. Die Kirche besteht heute, nach teilweisem Wiederaufbau, nur noch aus Querhaus und Chor.
Zum 50. Jahrestag der Zerstörung wurde ein sieben Meter langes Holzkreuz durch die Stadt getragen und am Ende des Kreuzwegs an der Fassade der Kirche befestigt. Das Kreuz trug die Inschrift: Selig, die Frieden stiften – 3./4. April 1945 Zerstörung Nordhausens – Von den Kirchengemeinden der Stadt am 2. April 1995 errichtet als Zeichen christlicher Hoffnung.
Ein hölzerner Glockenstuhl mit Walmdach wurde 1997 nordwestlich der Kirche errichtet. Er enthält drei Glocken. Die kleinste wurde 1448 gegossen und hing ursprünglich im Dachreiter der Kirche. Die mittlere Glocke stammt aus der Altendorfer Kirche. Die größte, Melanchthon-Glocke genannt, mit einem Gewicht von 777 kg entstand 1927 zur 1000-Jahr-Feier der Stadt Nordhausen für die Petrikirche.
Anlässlich der Thüringer Landesgartenschau in Nordhausen auf dem benachbarten Petersberg im Jahr 2004 wurde das Frauenberggelände neu gestaltet. Der zugemauerte Bogen, der das Querhaus mit dem verlorenen Langhaus verbunden hatte, wurde wieder geöffnet und mit einem Fenster und einer Glasfalttür über die gesamte Breite versehen. Daran wurde das große Kreuz befestigt. Als Visualisierung des Mittelschiffs des einstigen Langhauses wurde eine moderne offene Stahlkonstruktion mit variablen Segeln geschaffen.
Eine große Hinweistafel weist vor der Kirche auf deren Rolle in der Friedlichen Revolution 1989/90 hin.

## Einrichtungsgegenstände
- Von einem geschnitzten gotischen Kruzifix überstand nur das Haupt des Korpus.

## Grabsteine
Ein Grabstein ist noch vorhanden. Er zeigt wahrscheinlich eine Äbtissin des Klosters. Nicht mehr vorhanden sind:
1. ein Denkmal des Propstes Dietrich von Küllstedt und seiner Schwester Margarethe (Jahreszahl 1370)
2. eine Denktafel (aus Bronze) des Lorenz Gassemann (aus Ellrich, wurde von Berlt Koch erstochen, † 13. Mai 1577)

## Orgel
Die erste Orgel war ein Positiv, das 1657 erwähnt wird.

| I Positiv C–g3 |           |          |
| 1.             | Prinzipal | 4′(?)    |
| 2.             | Oktave    | 2′(?)    |
| 3.             | Quinte    | 1 ⁄3′(?) |
| 4.             | Mixtur    |          |
| 5.             | Zimbel    |          |

Da sich dieses 1657 in baufälligem Zustand befand – es muss also schon alt gewesen sein –, wurde es im gleichen Jahr durch den Orgelmacher Samuel Herold aus Wernigerode repariert und erweitert.

| I Positiv C–g3 |           |          |
| 1.             | Prinzipal | 4′(?)    |
| 2.             | Gedackt   | 8′       |
| 3.             | Oktave    | 2′(?)    |
| 4.             | Quinte    | 1 ⁄3′(?) |
| 5.             | Mixtur    |          |
| 6.             | Zimbel    |          |
| 7.             | Cornett   | 2′       |

| Pedal |             |    |
| 8.    | Posaunenbaß | 8′ |

1696 erfolgte ein Neubau der Orgel durch den Orgelmacher Johann Andreas Vetter (auch Organist der Kirche). Die Orgel wurde über die hinterste Kirchentür dem Chor gegenüber gesetzt. 1709 wurde sie erneut renoviert, erweitert, umgesetzt und über dem Chor angebracht. Die damalige Orgel bestand aus Oberwerk, Rückpositiv und Pedal. 1725 erlitt die Orgel bei einem Blitzschlag erheblichen Schaden, Pfeifen schmolzen, das Schnitzwerk wurde zertrümmert. 1777 erfolgte eine Reparatur durch den Orgelbauer Johann Friedrich Mocker, 1810 durch Johann Gottfried Krug.
1819 wurde durch Orgelbauer Heinrich Deppe aus Nordhausen ein Neubau der Orgel ausgeführt. Den Plan für die Disposition fertigte August Mühling, Organist an St. Nikolai.

| I Hauptwerk |                          |     |
| 1.          | Quintatön                | 16′ |
| 2.          | Prinzipal                | 8′  |
| 3.          | Gedackt                  | 8′  |
| 4.          | Viola di Gamba           | 8′  |
| 5.          | Hohlflöte                | 8′  |
| 6.          | Oktave                   | 4′  |
| 7.          | Spitzflöte oder Gemshorn | 4′  |
| 8.          | Flauto dolce             | 4′  |
| 9.          | Quinte                   | 3′  |
| 10.         | Superoktave              | 2′  |
| 11.         | Mixtur V                 |     |
| 12.         | Trompete                 | 8′  |

| II Oberwerk |                 |    |
| 13.         | Quintatön       | 8′ |
| 14.         | Bordun          | 8′ |
| 15.         | Flauto traverse | 8′ |
| 16.         | Prinzipal       | 4′ |
| 17.         | Kleingedackt    | 4′ |
| 18.         | Rohrflöte       | 4′ |
| 19.         | Oktave          | 2′ |
| 20.         | Cornett IV      |    |
| 21.         | Clarine         | 4′ |

| Pedal |            |     |
| 22.   | Prinzipal  | 16′ |
| 23.   | Violonbass | 16′ |
| 24.   | Subbass    | 16′ |
| 25.   | Oktave     | 8′  |
| 26.   | Posaune    | 16′ |

- Koppeln: I/P

Im Jahr 1855 wurde die Orgel durch den Orgelbauer G. Knauf aus Bleicherode gereinigt, es folgen Reparaturen 1879 von Orgelbauer Ernst Kelle aus Nordhausen und 1892 wiederum von Knauf. Bei letzterer wurde die Clarine 4′ durch ein Salizional 8′ ersetzt.
Nachdem schon seit 1893 Mängel an der Orgel beklagt wurden und 1900 nochmals eine Reparatur durch die Orgelbaufirma A. Seewald & Sohn durchgeführt wurde, erfolgte 1911 der Neubau einer pneumatischen Orgel durch die Orgelbauanstalt E. F. Walcker & Co. aus Ludwigsburg.

| I Hauptwerk |                |       |
| 1.          | Bordun         | 16′   |
| 2.          | Prinzipal      | 8′    |
| 3.          | Zartgedackt    | 8′    |
| 4.          | Viola di Gamba | 8′    |
| 5.          | Hohlflöte      | 8′    |
| 6.          | Oktave         | 4′    |
| 7.          | Gemshorn       | 4′    |
| 8.          | Quinte         | 2 ⁄3′ |
| 9.          | Oktave         | 2′    |
| 10.         | Mixtur IV      | 4′    |
| 11.         | Cornett III-IV | 8′    |
| 12.         | Trompete       | 8′    |

| II Oberwerk (Schwellwerk) |                   |    |
| 13.                       | Geigenprincipal   | 8′ |
| 14.                       | Gedeckt           | 8′ |
| 15.                       | Aeoline           | 8′ |
| 16.                       | Voix celeste      | 8′ |
| 17.                       | Flauto harmonique | 8′ |
| 18.                       | Fugara            | 4′ |
| 19.                       | Flauto amabile    | 4′ |
| 20.                       | Waldflöte         | 2′ |
| 21.                       | Oboe              | 8′ |

| Pedal |              |     |
| 22.   | Subbaß       | 16′ |
| 23.   | Violon       | 16′ |
| 24.   | Gedecktbaß   | 16′ |
| 25.   | Prinzipalbaß | 8′  |
| 26.   | Gedecktbaß   | 8′  |
| 27.   | Cello        | 8′  |
| 28.   | Oktavbaß     | 4′  |
| 29.   | Posaune      | 16′ |

- Koppeln: II/I, I/P, II/P, Superoktavkoppeln und Suboktavkoppeln für Oberwerk und Hauptwerk
- Spielhilfen: Schweller für Oberwerk, feste Kombinationen (piano, mezzoforte, tutti, Gambenchor, Flötenchor), zwei freie Kombinationen

Von dieser Orgel ist nach der Zerstörung im Zweiten Weltkrieg nichts erhalten geblieben.
Die heute vorhandene einmanualige Orgel wurde 1974 als Opus 2008 des VEB Sauer aus Frankfurt (Oder) eingebaut. Sie befindet sich  auf der nördlichen Empore.
| I Hauptwerk C– |                |       |
| 1.             | Holzgedackt    | 8′    |
| 2.             | Prinzipal      | 4′    |
| 3.             | Rohrflöte      | 4′    |
| 4.             | Waldflöte      | 2′    |
| 5.             | Quinte         | 1 ⁄3′ |
| 6.             | Terzflöte      | 4⁄5′  |
| 7.             | Scharff III-IV |       |

| Pedal C– |        |     |
| 8.       | Pommer | 16′ |

- Koppeln: I/P